# Craig Alpert

Craig Alpert

Craig Alpert (* 20. Jahrhundert) ist ein US-amerikanischer Filmeditor.
Craig Alpert ist seit 1999 Im Bereich Filmschnitt tätig. Die ersten Jahre war er als Schnitt-Assistent bei Toy Story 2 und den beiden Matrix-Nachfolgefilmen beteiligt. Als eigenständiger Editor wirkte er an mehr als 20 Produktionen, überwiegend Komödien, mit. 2019 und 2021 er war für den Eddie Award der American Cinema Editors nominiert.

## Filmografie (Auswahl)
- 2006: Borat
- 2007: Beim ersten Mal (Knocked Up)
- 2008: Ananas Express (Pineapple Express)
- 2009: Wie das Leben so spielt (Funny People)
- 2011: Your Highness
- 2011: Bad Sitter (The Sitter)
- 2012: Die Qual der Wahl (The Campaign)
- 2014: Ride Along
- 2015: Freaks of Nature
- 2015: Pitch Perfect 2
- 2016: The Boss
- 2016: Popstar: Never Stop Never Stopping
- 2017: Girls’ Night Out (Rough Night)
- 2017: Pitch Perfect 3
- 2018: Deadpool 2
- 2020: Die fantastische Reise des Dr. Dolittle (Dolittle)
- 2020: Borat Anschluss Moviefilm (Borat Subsequent Moviefilm)
- 2022: The Lost City – Das Geheimnis der verlorenen Stadt (The Lost City)
- 2023: Blue Beetle
- 2025: Superman